# Rawhide (Nevada)
Rawhide es un área no incorporada ubicada en el condado de Mineral en el estado estadounidense de Nevada.

## Geografía
Rawhide se encuentra ubicado en las coordenadas 39°1′0″N 118°23′28″O / 39.01667, -118.39111.